# ديبرا بيرن
ديبرا بيرن (بالإنجليزية: Debra Byrne)‏ هي كاتبة سير ذاتية ومغنية وكاتبة غنائية أسترالية، ولدت في 30 مارس 1957 في ملبورن في أستراليا.

## وصلات خارجية
- ديبرا بيرن على موقع IMDb (الإنجليزية)
- ديبرا بيرن على موقع ميوزك برينز (الإنجليزية)
- ديبرا بيرن على موقع ديسكوغز (الإنجليزية)
- ديبرا بيرن على موقع قاعدة بيانات الفيلم (الإنجليزية)